# Таїнство

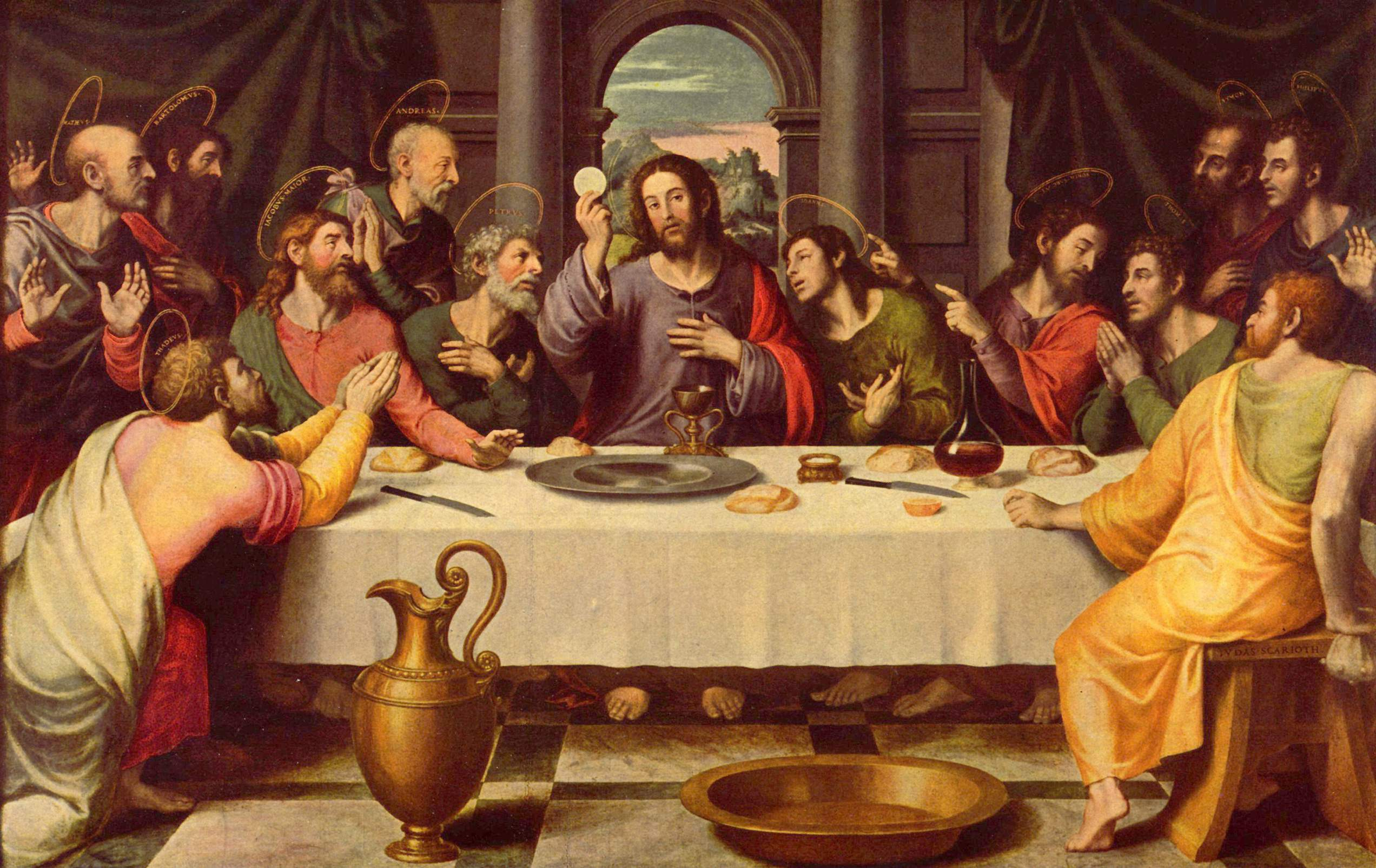
Тайна вечеря, перше таїнство євхаристії (причастя), встановлене Ісусом Христом. Картина Хуана де Хуанеса. XVI ст. Мадрид.

Та́їнство (дав.-гр. μυστήριον, лат. sacramentum) — в Христовій церкві священнодія, через яку невидимо діє на людину благодать Святого Духа, а також духовні наслідки (плоди) цієї дії для людини.
Погляди щодо розуміння та кількості таїнств відрізняються в різних християнських конфесіях і традиціях. Таїнства так чи інакше пов'язані з різними подіями священної історії й, на відміну від інших церковних обрядів, у тій чи іншій формі присутні вже у Новому Заповіті, хоча безпосередньо Христова заповідь стосується лише хрещення (Мт. 28:20) та євхаристії (1Кор. 11:24–25).
Офіційно сім святих таїнств були признані в католицькій церкві на Соборі в Ліоні в 1274 році. Католицька і православна церкви визнають сім святих таїнств:
1. хрещення
2. миропомазання (у католиків конфірмація)
3. євхаристія
4. сповідь (покаяння)
5. вінчання (шлюб)
6. єлеопомазання (оливопомазання)
7. хіротонія (священство)

## Порівняльна таблиця
| Деномінації         | Хрещення | Євхаристія | Конфірмація | Вінчання | Хіротонія | Єлеопомазання | Сповідь |
| ------------------- | -------- | ---------- | ----------- | -------- | --------- | ------------- | ------- |
| Католицизм          | ✓        | ✓          | ✓           | ✓        | ✓         | ✓             | ✓       |
| Православ'я         | ✓        | ✓          | ✓           | ✓        | ✓         | ✓             | ✓       |
| Гусити              | ✓        | ✓          | ✓           | ✓        | ✓         | ✓             | ✓       |
| Святі останніх днів | ✓        | ✓          | ✓           | ✓        | ✓         | ✓             | ✗       |
| Лютеранство         | ✓        | ✓          | ✗           | ✗        | ✗         | ✗             | ✓       |
| Реформатори         | ✓        | ✓          | ✗           | ✗        | ✗         | ✗             | ✗       |
| Англіканство        | ✓        | ✓          | ✗           | ✓        | ✗         | ✗             | ✗       |
| Методизм            | ✓        | ✓          | ✗           | ✗        | ✗         | ✗             | ✗       |
| Ірвінгіани          | ✓        | ✓          | ✗           | ✗        | ✗         | ✗             | ✗       |

Лютерани признають лише хрещення і причастя (іноді також сповідь); англікани — хрещення, причастя і шлюб. Баптисти та інші євангельські християни на території України під впливом православної традиції виявляють тенденцію до збільшення списку таїнств. Більшість протестантів, як і церкви апостольської традиції, вважають таїнства засобами отримання Божої благодаті, але існують певні богословські розбіжності. Деякі традиції, такі як квакеризм, не дотримуються жодного з обрядів, або, у випадку з анабаптистами, вважають, що вони є просто нагадуваннями або похвальними практиками, які не дарують справжньої благодаті.

## Значення таїнств
На практиці значення проведення таїнств є глибшим, оскільки поряд з проголошенням Слова Божого воно є основною місією кожної Церкви та суттєвим виправданням її існування як інституції. Формальне представлення таїнства пов'язане з обіцяним Богом духовним ефектом, який приносить або сприяє спасінню. Залежно від конфесії, легітимність здійснення таїнств ставиться в залежність від тих, хто покликаний до цього «з церковних лав», аж до тих, хто визнаний хрещеним християнином і здатний хрестити, включно. Взаємне визнання дійсності та ефективності уділених таїнств у кожному конкретному випадку відбувається лише частково.

## Сутність таїнства
Згідно з багаторічною богословською традицією, сам Ісус Христос осмислюється як «первинне таїнство», початок і мета божественної спасительної дії над світом, як в Августина Блаженного і Томи Аквінського. Мартін Лютер також писав: «Лише одне таїнство відоме Святому Письму, і це — сам Христос Господь».
Кількість окремих таїнств та їх розуміння відрізняється у православній та римо-католицькій церквах, з одного боку, та у церквах, що виникли внаслідок Реформації, з іншого. Своєю чергою, всередині реформаційної гілки існують сильні розбіжності, які протягом століть сприймалися як такі, що розділяють церкви.

### Православна церква
У православних церквах таїнства називаються священними містеріями (грец. Mysterion — «таїнство»). Семикратне число таїнств ніколи не було обов'язково встановлене, оскільки православ'я також розглядає всю церкву і всі церковні дії як «сакраментальні» і як таїнства; немає чіткого розмежування таїнств від сакраментальних дій.
Ідея юридичної дійсності таїнств відіграє лише підпорядковану роль у православному богослов'ї, набагато більш визначальною є їхня фактична дієвість. Тому дискусії про дійсність чи недійсність таїнств, характерні для західного сакраментального богослов'я, іноді є складними для розуміння православними віруючими і часто сприймаються як легалістичні.
Тим не менш, питання визнання відіграють важливу роль у міжконфесійному діалозі з іншими церквами. Наприклад, визнання хрещень з інших християнських конфесій є настільки великою проблемою у православ'ї, що у випадку переходу в іншу конфесію хрещення іноді доводиться проводити повторно. Основна складність полягає у розділенні в часі між хрещенням і миропомазанням, що прийнято сьогодні в Західній церкві, і що часто відкидається як неправославне у Східній церкві. У православній традиції зіслання Духа є невід'ємною частиною ініціації через хрещення, яка без цього обряду вважається неповною.
Ідея про те, що священні таїнства можуть здійснюватися мирянами, які не належать до духовенства чи чернецтва, також є чужою для православної традиції. Саме тому православне богослов'я також має великі труднощі в частині положень про екстрене хрещення мирян, які на Заході є безпроблемними. Згідно з православним віровченням, шлюб стає священним таїнством лише через священицьке благословення; західна ідея, згідно з якою подружжя укладає таїнство шлюбу один з одним, а священик лише свідчить про це, відкидається православними церквами.

### Католицька церква
У католицькому богослов'ї термін «таїнство» має кілька значень. У вужчому сенсі йдеться про окремі таїнства. У ширшому, вищому розумінні, воно означає будь-яку зустріч між Богом і людиною, яка завжди є сакраментально опосередкованою.
Сам Ісус Христос діє в таїнствах. Згідно з давньою богословською традицією, Ісус Христос розуміється як «первинне таїнство», початок і мета божественної спасительної дії на світ, як у Августина Блаженного і Томи Аквінського. Він діє через свою церкву, так що Другий Ватиканський собор також аналогічним чином охарактеризував Церкву в цілому як «таїнство, тобто знак і знаряддя найтіснішого союзу з Богом, а також єдності всього людства». Починаючи з 1930-х років, ідея Церкви як основного або кореневого таїнства розроблялася такими богословами як Карл Ранер SJ і Отто Семмельрот SJ, і була включена в проєкт Lumen gentium.
Розуміння таїнства передбачає віру, але водночас таїнство сприяє і зміцнює віру. Таїнства мають своє місце в літургії як святкування церкви. Згідно з католицьким поглядом, вони представляють спасіння, здійснене в Ісусі Христі, пропонують погляд на завершення історії спасіння (див. також есхатологію) і таким чином стають дієвими для сьогодення як місця зустрічі між Богом і людиною.
Кожному таїнству належить зовнішній знак, яким позначається певна внутрішня благодать, а разом з тим і повідомляється. За вченням католицької церкви, ці священні, благодатні знаки встановлені Христом. Деякі таїнства, такі як хрещення, миропомазання і рукоположення, накладають незгладимий відбиток на людину, яка їх приймає. Тому ці таїнства можна прийняти лише один раз.
Дійсність таїнств пов'язана з формою звершення, встановленою традицією і регламентованою в церковному праві, а також з наміром служителя звершити таїнство відповідно до наміру церкви. Той, хто не прийняв хрещення, не може повноцінно приймати інші таїнства. Дієвість таїнств залежить також від внутрішнього стану і готовності їх одержувачів, що називається диспозицією. На тих, хто приймає таїнство без належного налаштування, накладається внутрішній бар'єр, традиційно званий obex («бар'єр»), який робить зовнішнє прийняття безплідним, оскільки внутрішня благодать не може проникнути всередину. Той, хто приймає або здійснює таїнство недійсним або недостойним чином і робить це зі злим наміром, може чинити святотатство, яке може бути тяжким гріхом.
Таїнство шлюбу укладається подружжям один з одним. Для того, щоб шлюб був дійсним, закон вимагає, щоб шлюбні обітниці були складені перед священиком або дияконом — у виняткових випадках тільки перед двома свідками — (формальний обов'язок). Хрещення може здійснюватися будь-ким, включаючи нехрещених, у разі небезпеки для життя особи, яку хрестять (екстрене хрещення), за умови, що священнослужитель таким чином бажає зробити те, що Церква робить під час хрещення. Здійснення інших таїнств належить до компетенції висвячених священнослужителів.
Оскільки, згідно з догматичним поглядом, утвердженим церквою в XVI столітті, таїнства діють самі по собі (ex opere operato), дієвість таїнства настає в силу його належного здійснення і незалежно від морального стану особи, яка його здійснює. Ступінь ефективності залежить від бажання одержувача отримати благодать. Таким чином, Таїнство шлюбу укладається над усіма охрещеними, незалежно від їхньої церковної приналежності.

### Протестантські церкви

#### Лютеранська церква
Мартін Лютер вперше сформулював своє розуміння таїнств, яке лежить в основі розуміння лютеранської церкви, у праці «З вавилонського полону церкви» у 1520 році, в якій стверджувалося, що таїнство не діє лише через виконання (ex opere oparato), але завжди має бути пов'язане зі словом обітниці, Євангелієм. Тому до таїнств він зараховував тільки хрещення, Вечерю Господню і сповідь, оскільки тільки вони були встановлені самим Ісусом Христом, при цьому сам сумнівався у визначенні сповіді / покаяння як таїнства, оскільки воно не пов'язане з видимим знаком.
У вірі — згідно з панівним у церкві поглядом — необхідна для спасіння дія опановується тим, хто її отримує. При недостойному прийнятті таїнства, навпаки, дія перетворюється на осуд. Ця популярна церковна точка зору призвела до того, що деякі особи та групи в пієтизмі відкинули таїнства і таким чином поставили себе поза церквою («сепаратисти»).

#### Реформована церква
Протестантські реформатські церкви знають лише два таїнства хрещення і Вечері Господньої. Однак в обрядовій традиції обрядовість грає символічну роль. Це знаки, які роблять духовну реальність видимою, але не породжують її. Як йдеться у Гейдельберзькому катехізисі, основним конфесійним документом Реформатської церкви: «Вони є видимими святими емблемами й печатками, призначеними Богом, щоб ми зрозуміли й ще краще запечатали вживанням їх обітницю Євангелія, а саме, що через разову жертву Христа, звершену на хресті, Він дарує нам прощення гріхів і вічне життя по благодаті (Бут. 17:11; Рим. 4:11; 5Мис. 30:6; 3Мис. 6:23; Євр. 9:8). 9.24 ЄС; Єзек. 20:12 ЄС).» Це було головним яблуком розбрату в знаменитій Марбурзькій релігійній дискусії між Мартіном Лютером і Ульріхом Цвінглі в 1529 р. З усіх інших питань вони змогли прийти до порозуміння, так що розбіжності не призвели до церковного розділення. Суперечка про Вечерю Господню, однак, залишилася причиною розділення Лютеранської та Реформатської церков.

## Святі отці про таїнства
|                    | Ні хрещення, ні відпущення гріхів, ні відання, ні прилучення до таїнств, ні священна трапеза, ні причастя тіла, ні прилучення до крові, і ніщо інше не може принести нам ніякої користі, якщо ми не станемо вести життя чесне, суворе і чуже усякому гріху. |
| — Іван Золотоустий | |

|                        | Якщо лицеміриш, то люди хрестять тебе тепер, а Дух Святий хрестити не буде. |
| — Кирило Єрусалимський |                                                                             |